# Шаумян, Степан Георгиевич
Степа́н Гео́ргиевич Шаумя́н (арм. Ստեփան Գևորգի Շահումյան, 1 [13] октября 1878, Тифлис — 20 сентября 1918, между станциями Перевал и Ахча-Куйма, ныне Туркменистан) — армянский революционер и политический деятель. Один из руководителей революционного движения на Кавказе, журналист, литературный критик.
Член РСДРП с 1900 года. Глава кавказских большевиков (1917), расстрелян в числе 26 бакинских комиссаров.

## Биография
Родился в семье приказчика Георгия Лазаревича Шаумяна, жителя Тифлиса. Армянин.
Окончил Тифлисское реальное училище (1898). В старших классах хорошо успевавший по всем предметам Степан давал уроки сыну богатого нефтепромышленника Манташева, которому настолько приглянулся, что тот предложил ему жениться на его дочери, приданое в 200 тысяч рублей и работу управляющим в его фирме. Однако Степан отказался.
В 1899 году организовал первый в Армении марксистский кружок. В 1902 году один из организаторов Союза армянских социал-демократов, вошедшего в состав РСДРП.
В 1900 году поступил в Рижский политехнический институт, откуда был исключён в 1902 году за участие в революционном движении. В конце 1902 года эмигрировал в Германию. На стипендию Манташева пытался продолжить учёбу на философском отделении факультета государственного права Берлинского университета. К 1903 году относится его знакомство с Лениным в Женеве. Окончил философский факультет Берлинского университета (1905). Перевёл на армянский язык ряд произведений К. Маркса, Ф. Энгельса и В. И. Ленина. Один из руководителей Кавказского союзного комитета РСДРП, участвовал в создании и руководстве бакинской организации РСДРП(б) (с 1914). На VI (Пражской) Всеросс. конференции РСДРП (1912) утвержден кандидатом в члены ЦК партии большевиков. 

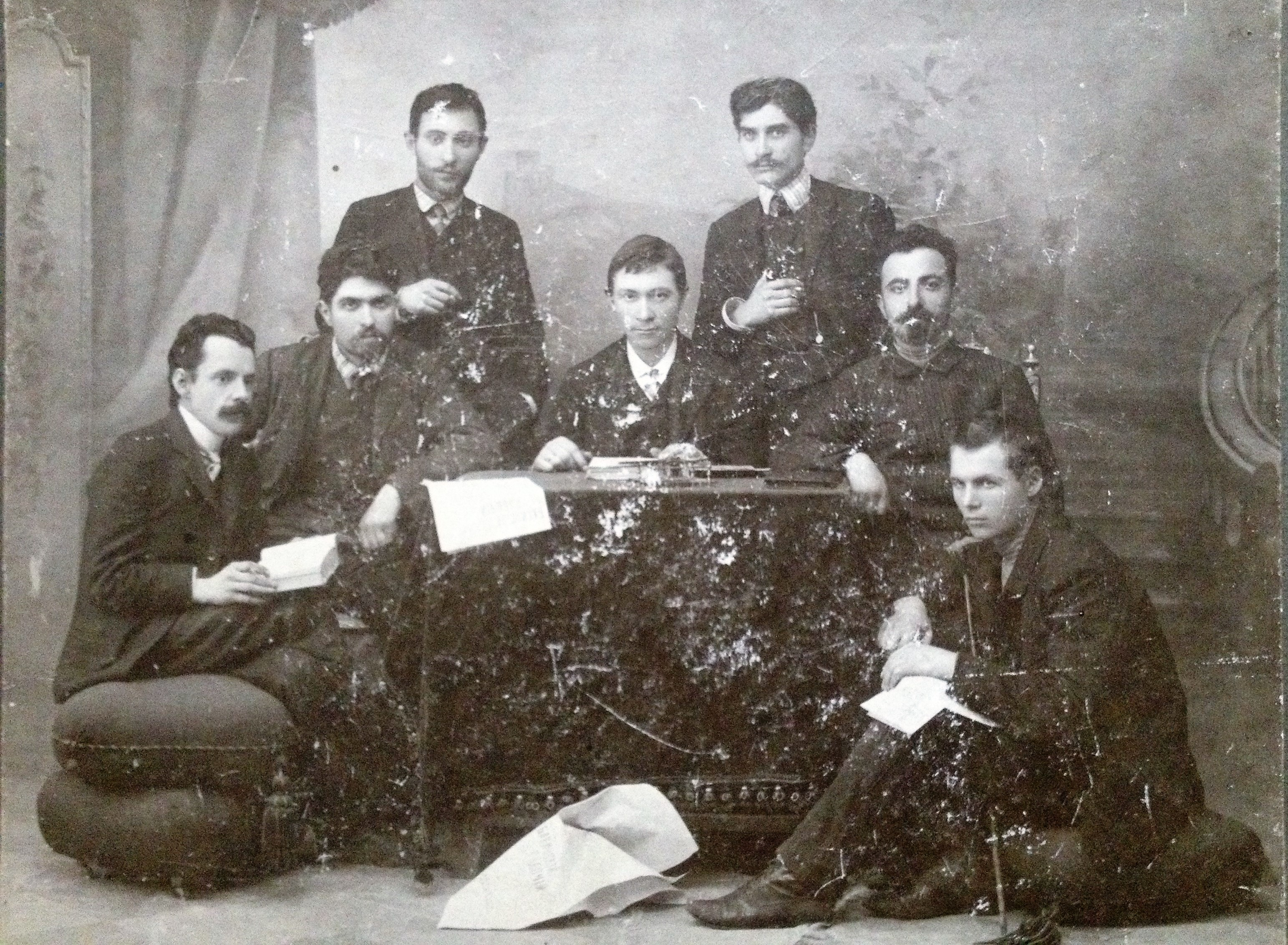
С. Г. Шаумян (сидит слева 2-й) среди коллектива редакции газеты «Бакинский рабочий», Баку, 1908 г.

После Февральской революции 1917 года председатель Бакинского совета.
Как пишет в своих мемуарах Анастас Микоян, он был избран на первом заседании образованного сразу после революции Совета рабочих депутатов при том что большевики составляли там явное меньшинство и заочно, так как находился в то время ещё в пути из ссылки. Этому, указывает Микоян, поспособствовал личный авторитет Шаумяна.
В октябре 1917 года руководил 1-м съездом большевистских организаций Кавказа, проходившим нелегально. На нём, как вспоминал Анастас Микоян, он предложил создать в Закавказье три территориальные национальные автономные области и высказался за федеративный характер их связи с Россией, однако большинство делегатов его в этом не поддержало.
В декабре он был назначен Лениным чрезвычайным комиссаром по делам Кавказа. Микоян рассказывает об этом так: не имея связи с Лениным, Шаумян отправил к нему с письмом Камо, который вернулся с мандатом о назначении Шаумяна чрезвычайным комиссаром Кавказа.
С апреля 1918 года председатель Бакинского Совета народных комиссаров (СНК) и комиссар по внешним делам (см. Бакинская коммуна).
Расстрелян 20 сентября 1918 года в числе 26 бакинских комиссаров на 207-й версте между станциями Ахча-Куйма и Перевал (ныне — на территории Балканского велаята, Туркменистан). По историческим данным был похоронен в Баку, где был установлен мемориал 26 комиссарам.
12 января 2009 года началась эксгумация 26 бакинских комиссаров с целью их перезахоронения. 26 января были обнаружены останки лишь 23 комиссаров, останки Степана Шаумяна и ещё двух человек найдены не были. Внучка комиссара Татьяна Шаумян в интервью «Коммерсанту» заявила, однако, по этому поводу, что конспирологические теории являются чепухой, так как существует кинохроника захоронения именно 26 тел, и её бабушка присутствовала на похоронах.

### Семья
- Жена — Екатерина Сергеевна, урождённая Тер-Григорян. Познакомились они летом 1895 года в дачном поселке Джелал-Оглы (ныне Степанаван), обвенчались в 1899 году[3].
- Шаумян, Сурен Степанович — сын
- Шаумян, Лев Степанович — сын
- Шаумян, Татьяна Львовна — внучка

## Оценка личности
Очевидец мартовских событий эсер и в будущем редактор эмигрантской газеты «Дни» Михаил Тер-Погосян вспоминал о Шаумяне:

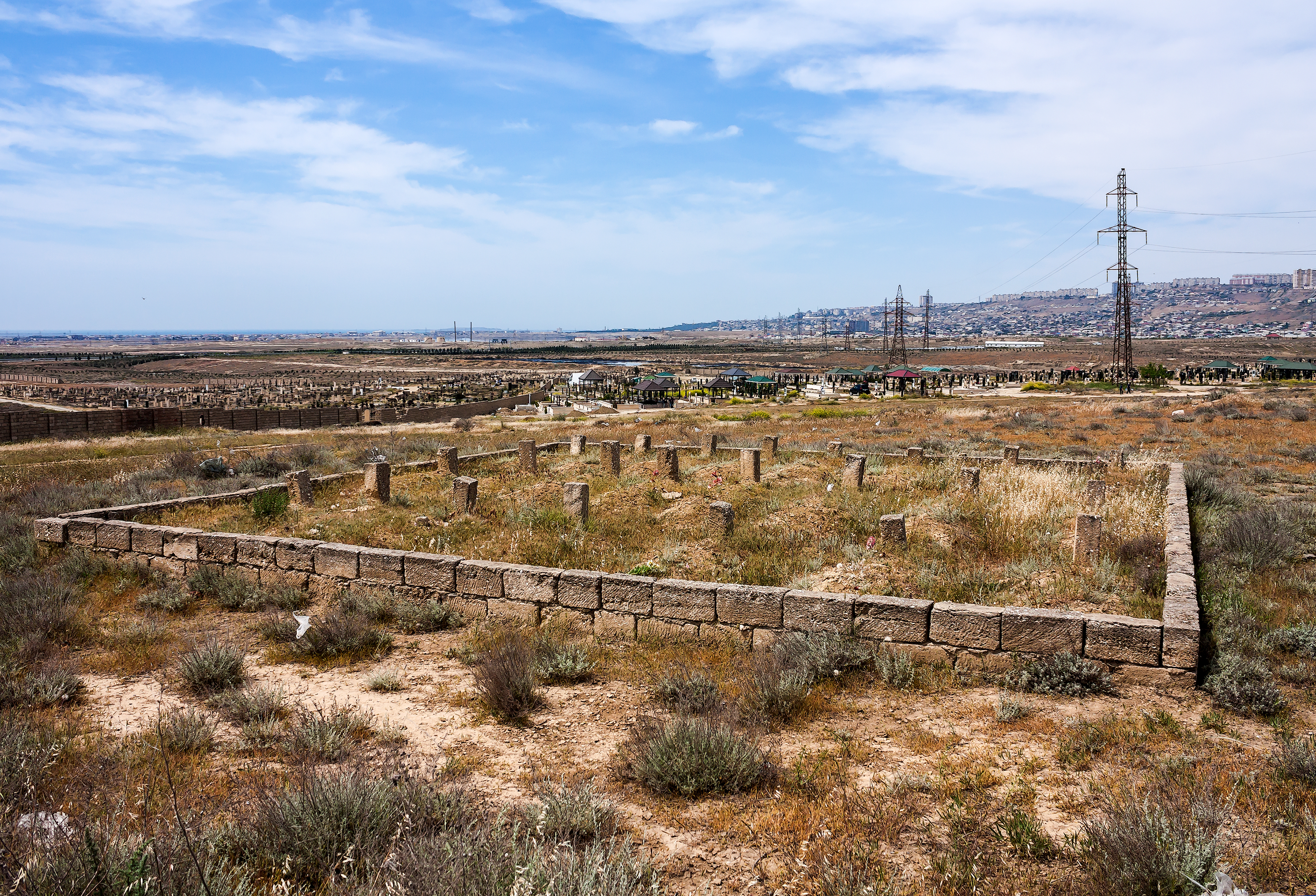
Могила 26 Бакинских комиссаров. Говсанское кладбище, 09 мая 2017 г.

Он был и большевик и местный, армянский националист. Я помню, когда один раз мы поехали на фронт, на турецкий фронт, — мы поехали на паровозе, а там, по пути, и справа, и слева были турецкие деревни, — и он мне говорит: «Вы знаете, если можно было бы эти турецкие деревни не уничтожая, в каком-то порядке их отсюда вывести» (ибо фронт турецкий был, а тут татарские деревни, не турецкие)… «Понимаете, Вам может это покажется странным (он это мне говорит), но хорошо было бы пустить сюда дашнакцаканов, чтобы они почистили тут». То есть это был не той категории интернационалист, о котором можно было…

## Сочинения
- Избранные произведения в 2-х томах. М., Политиздат, 1978
- Избранные произведения в 2-х томах. М., Госполитиздат, 1957—1958
- Статьи и речи. Баку, 1924, 1929
- Литературно-критические статьи. М., Гослитиздат, 1952, 1955
- О национальнокультурной автономии. М., Госполитиздат, 1959.
- О культуре, искусстве и литературе. Ереван, 1975
- Письма. 1896—1918. Ереван, 1959

## Память
- В 1978 и 1988 годах изданы художественные маркированные конверты.
- В 1933 и 1968 году были выпущены почтовые марки СССР, посвящённые Шаумяну.
- В Степанаване существует дом-музей Шаумяна.
- В Ереване в 1931 году установлен памятник Шаумяну.
- В Баку в 1975 году установлен памятник Шаумяну[10]. Снесён в 1990 году[11].
- Памятник Шаумяну в Ханкенди. Снесён в 2023 году[12].
- Памятники Шаумяну также установлены в городах Степанаван, Вагаршапат, Москва и других.
- В честь Шаумяна названа одна из улиц в историческом центре Гюмри.

Именем Шаумяна названы:
- Степанакерт — название города Ханкенди в Азербайджане с 1923 по 1991 (де-факто по 2023) годы
- Степанаван — город в Армении
- Шаумян — посёлок городского типа в Краснодарском крае
- Шаумяни — поселок городского типа в Грузии
- Шаумяновск — в 1938-1992 годы название посёлка Ашагы-Агджакенд в Геранбойском районе Азербайджана
- Имени Шаумяна — село в Кизлярском районе Дагестана
- Шаумянабад — прежнее название села Чайкенд в Гёйгёльском районе Азербайджана
- Шаумянкенд — прежнее название сёл Гюлюстан, Карадолак в Азербайджане
- Шаумяновка — село в Абхазии
- Шаумяновский район — до 1991 года административный район Азербайджанской ССР, затем (в других границах) — в составе Нагорно-Карабахской Республики)
- Шаумянский — посёлок в Георгиевском районе Ставропольского края
- улицы в десятках населённых пунктов на территории бывшего СССР
- площади в Ереване, Степанакерте и Астрахани
- проспект в Санкт-Петербурге
- Тбилисский государственный армянский драматический театр (до 1991)
- Шаумянский перевал в Краснодарском крае

### В филателии

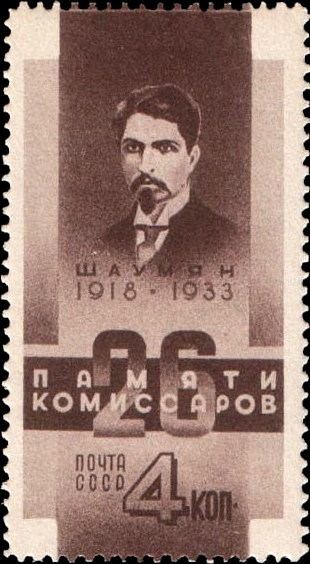
Почтовая марка СССР (1933)
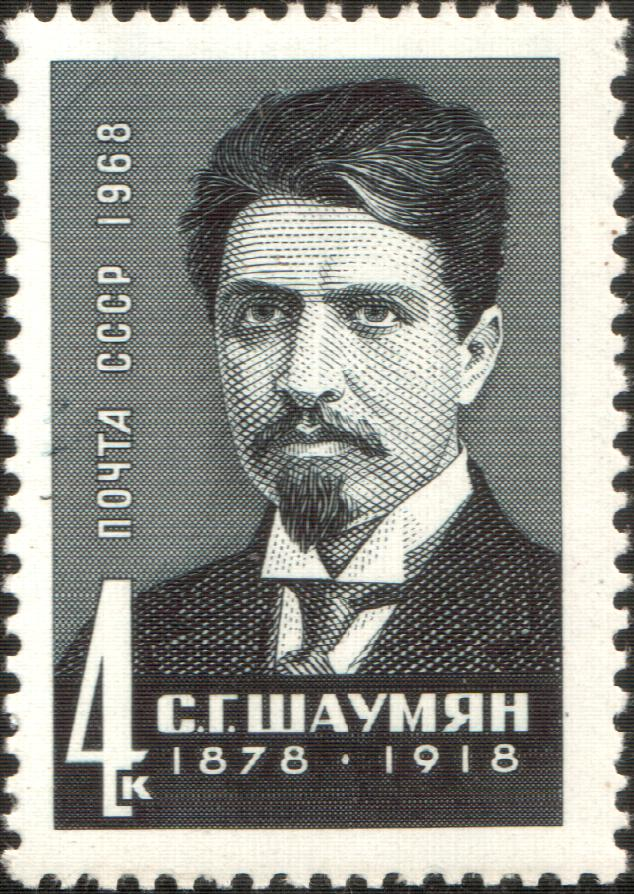
Почтовая марка СССР (1968)
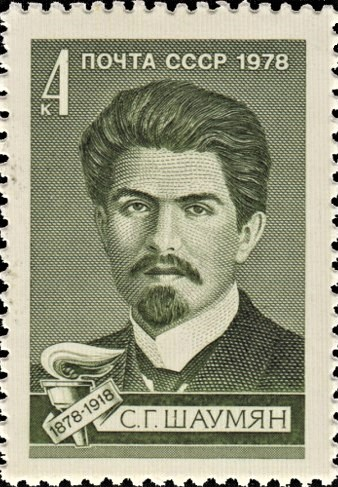
Почтовая марка СССР (1978)
Мемориал 26 комиссарам
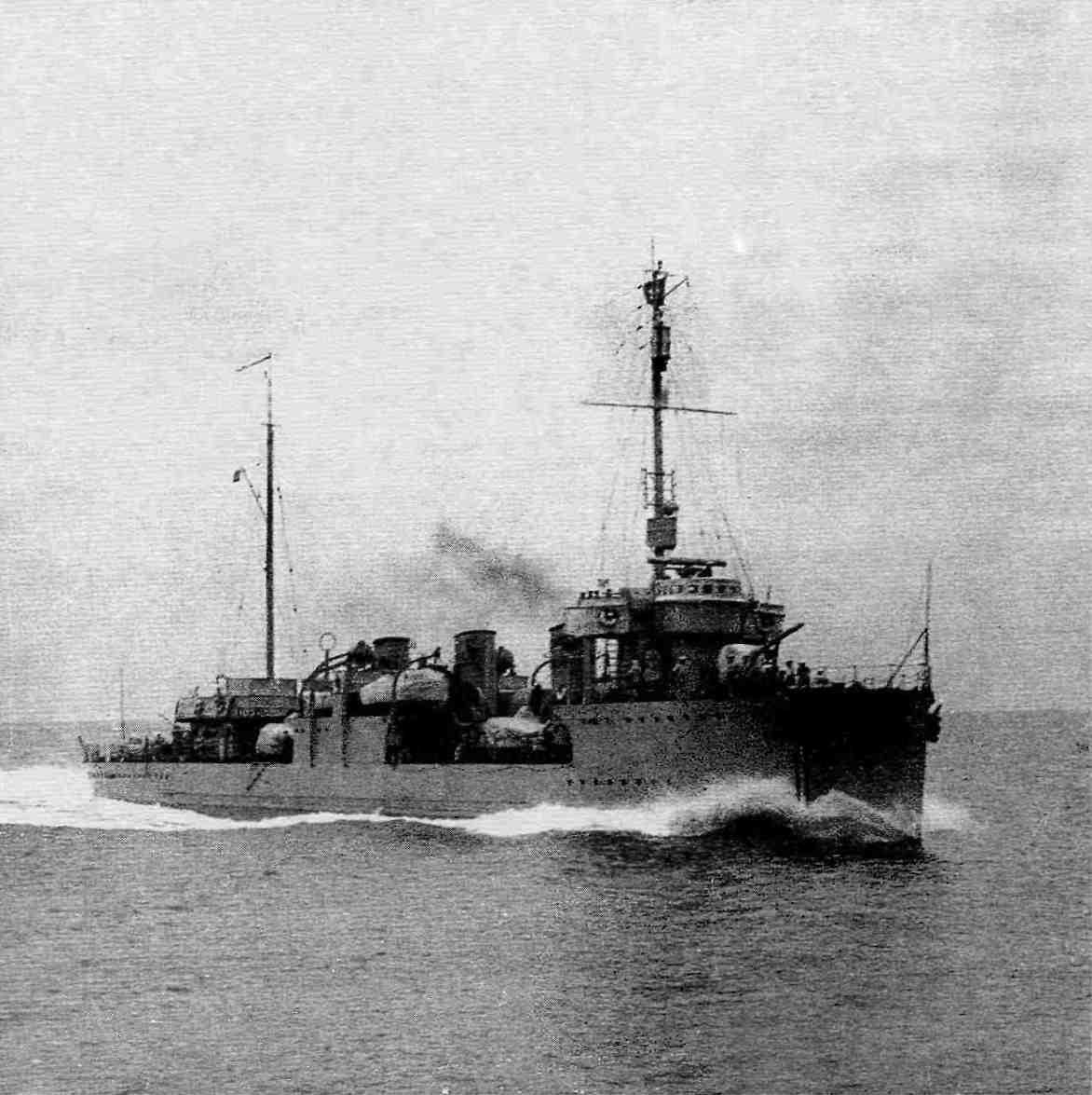
Эскадренный миноносец Шаумян в походе (1925-1942)